# 馬拉地人
馬拉地人（英語：Marathi people，或），為以馬拉地語為母語的族群，雅利安人的分支，主要居住在印度马哈拉施特拉邦與印度西部。他們的母語馬拉地語，是印度-雅利安语支中的分支之一，這個族群的歷史，可以追溯到一千年前。在1674年建立的馬拉塔帝國就是由馬拉地人建立。